# Bullets Over Broadway
Bullets over Broadway is een Amerikaanse film uit 1994 van regisseur Woody Allen met in de hoofdrollen John Cusack en Dianne Wiest.
Het is een komedie over een schrijver die een pact aangaat met een gangster om zijn toneelstuk te laten produceren en al snel merkt dat hij gelijk zijn ziel heeft verkocht.

## Verhaal
David Shayne is een jonge schrijver van toneelstukken aan het eind van de jaren twintig. Hij wil dolgraag zijn toneelstuk God of our Fathers in productie brengen, maar hij mist daarvoor het geld. Zijn producer haalt hem over in zee te gaan met de beruchte gangster Nick Valenti. Valenti heeft namelijk een vriendinnetje, Olive Neal, die graag aan het toneel wil. Als Shayne nu de belangrijke rol van de psychiater aan Neal geeft, dan zal Valenti de productie op Broadway financieren. Probleem is alleen dat Neal absoluut niet kan acteren. Shayne hapt toch toe en de productie wordt gestart.
Al snel komen meer problemen bovendrijven. Hoofdrolspeler Warner Purcell kampt met een eetprobleem en eet zich stiekem vol, terwijl zijn grote ster, Helen Sinclair, meer drinkt dan goed voor haar is. Shayne verwaarloost zijn vriendin Ellen en begint een verhouding met Sinclair. Tot overmaat van ramp blijkt Shayne een minder groot schrijver dan hij dacht. Hij wordt gered door Cheech, de lijfwacht van Olive Neal. Cheech blijkt een onverwacht talent die voortdurend met nieuwe ideetjes komt en delen van het stuk herschrijft. Gelukkig voor David wil Cheech geen erkenning voor zijn werk, maar dat verandert als blijkt dat Neal bezig is om het stuk te verpesten met haar gestuntel en enorme opgeblazen ego. Cheech vermoordt Neal om het stuk te redden. Valenti komt hier achter en laat Cheech als straf door zijn gangsters vermoorden.
Als het toneelstuk in première gaat is het dankzij Cheech een gigantisch succes. Shayne wil echter niet profiteren van het talent van een ander. Hij stopt met schrijven en keert terug naar zijn geboortestad Pittsburgh.

## Rolverdeling
| Acteur              | Personage      |
| ------------------- | -------------- |
| John Cusack         | David Shayne   |
| Dianne Wiest        | Helen Sinclair |
| Jennifer Tilly      | Olive Neal     |
| Chazz Palminteri    | Cheech         |
| Mary-Louise Parker  | Ellen          |
| Jack Warden         | Julian Marx    |
| Joe Viterelli       | Nick Valenti   |
| Debi Mazar - Violet |                |

## Achtergrond
In Bullets over Broadway laat Allen zien dat succes niet alles is. Je kunt wel de wil hebben om iets te bereiken, maar het ook echt kunnen is een tweede. Wie zijn eigen beperkingen inziet, staan meer met beide benen op de grond dan een talentloze actrice die met gangstergeld een rol afdwingt. Uiteraard past dit "Faust"-element helemaal in het straatje van Allen. Wie zijn ziel aan de duivel (in dit geval Nick Valenti) verkoopt, zal iets moeten inleveren. In dit geval artistieke integriteit. De film is de eerste komedie waarin Allen niet langer de hoofdrol speelde. Tot dan toe ontbrak hij alleen in de meer serieuze films. Allen castte John Cusack in de rol van de neurotische David Shayne. Allen was inmiddels in de zestig en voelde zich te oud voor de rol van een jonge schrijver die wordt verleid door een oudere actrice.

## Prijzen
Dianne Wiest won een Oscar voor de beste vrouwelijke bijrol. Verder waren er Oscarnominaties voor Woody Allen, voor beste regisseur en voor het beste scenario (samen met McGrath), voor Jennifer Tilly (ook voor beste vrouwelijke bijrol) en voor Chazz Palminteri (voor beste mannelijke bijrol). Daarnaast waren er Oscarnominaties voor de art-direction en kostuums.